# Gennep (gemeente)
Gennep (uitspraakⓘ, uitspraak in het dialectⓘ) is een gemeente in het noorden van de Nederlandse provincie Limburg. De gemeente telt 17.789 inwoners (22 november 2024, bron: CBS) en heeft een oppervlakte van 58,37 km² (waarvan 1,60 km² water).

## Dorpen en kernen

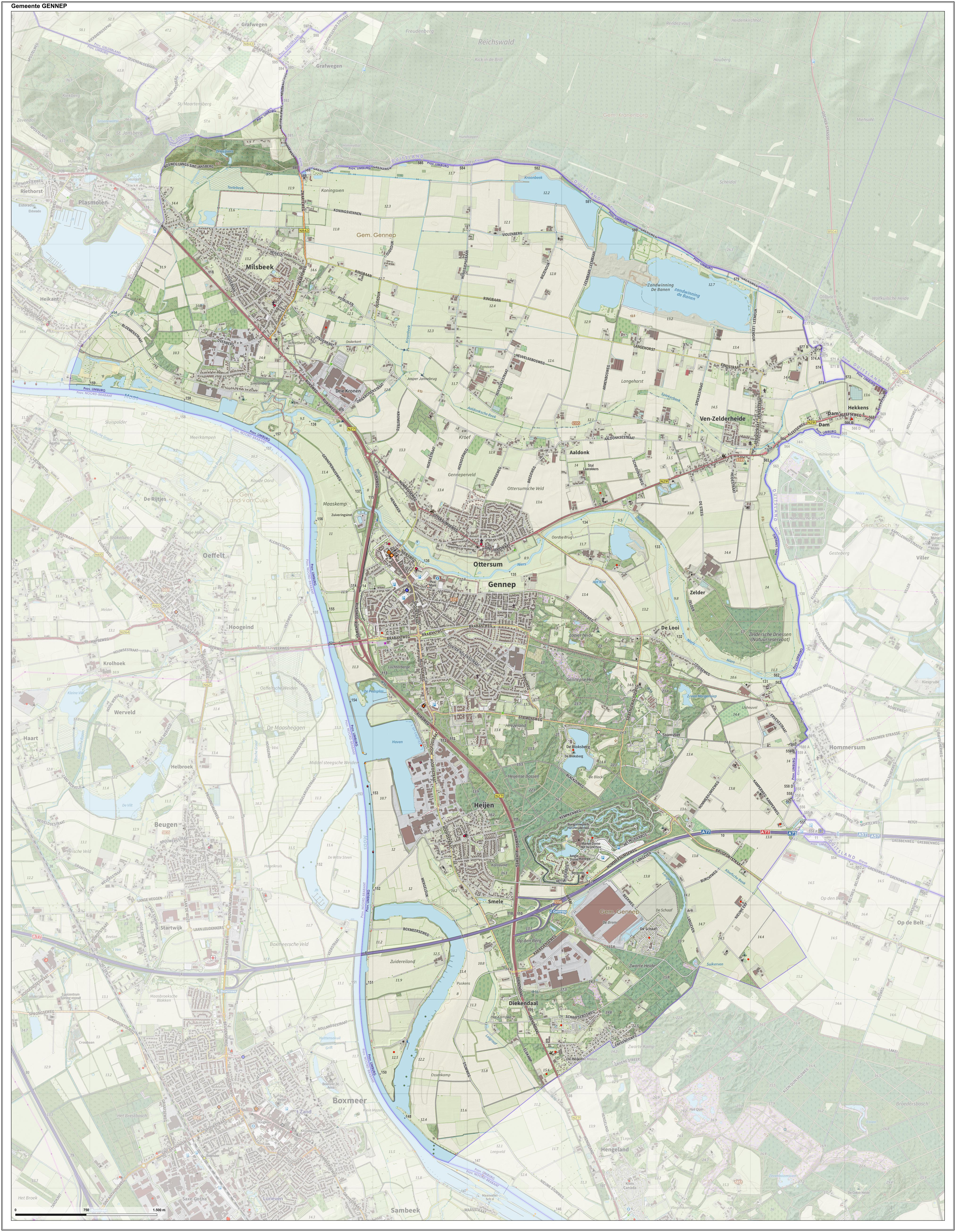
Topografische gemeentekaart van Gennep, september 2022

### Gehuchten en buurtschappen
- Aaldonk (Ottersum)
- Dam (Ven-Zelderheide)
- De Looi (Ottersum)
- Diekendaal (Heijen)
- Hekkens (Ven-Zelderheide)
- Smele (Heijen)
- Zelder (Ven-Zelderheide)

## Fysieke structuur gemeente Gennep
- Oppervlakte gemeente 5040 ha
- Binnenwater 160 ha
- Historische stads- of dorpskern 5 ha
- Aantal woonruimten 8393
- Woningen 6082
- Wooneenheden 262
- Recreatiewoningen 775
- Capaciteit bijzondere woongebouwen 1274
- Lengte van de wegen 203,1 km
- Wegen buiten de bebouwde kom 82,5 km
- Wegen binnen de bebouwde kom 71,6 km
- Wegen onverhard/half verhard 49 km
- Lengte van de recreatieve fiets-, ruiter- en wandelpaden: 68,6 km
- Lengte van de waterwegen (Maas en Niers) 25,6 km
- Openbaar groen 71 ha
- Oppervlakte bossen 109 ha

Gennep is een Millennium Gemeente.

### Monumenten en beelden

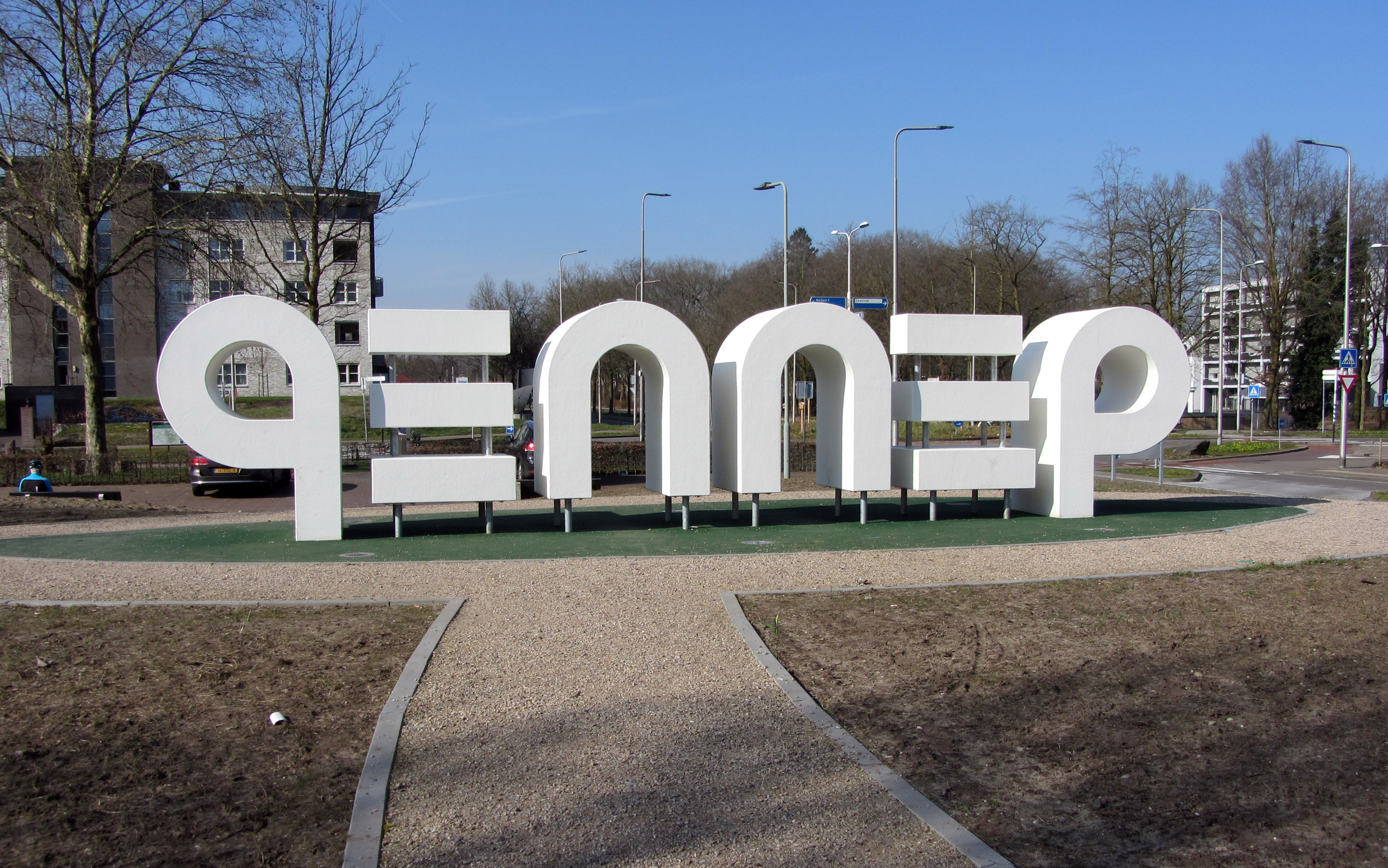
Letterkunstwerk Gennep uit 2024 van Hans Bakker

In de gemeente zijn er een aantal rijksmonumenten, gemeentelijke monumenten en oorlogsmonumenten, zie:
- Lijst van rijksmonumenten in Gennep (gemeente)
- Lijst van gemeentelijke monumenten in Gennep
- Lijst van oorlogsmonumenten in Gennep
- Lijst van beelden in Gennep

Daarnaast is er ook enig religieus erfgoed: zie Lijst van weg- en veldkapellen in Gennep.

## Politiek

### Gemeenteraad
De gemeenteraad van Gennep bestaat uit 17 zetels. Hieronder de behaalde zetels per partij bij de gemeenteraadsverkiezingen sinds 1998:
| Gemeenteraadszetels                        | Gemeenteraadszetels | Gemeenteraadszetels | Gemeenteraadszetels | Gemeenteraadszetels | Gemeenteraadszetels | Gemeenteraadszetels | Gemeenteraadszetels |
| Partij                                     | 1998                | 2002                | 2006                | 2010                | 2014                | 2018                | 2022                |
| ------------------------------------------ | ------------------- | ------------------- | ------------------- | ------------------- | ------------------- | ------------------- | ------------------- |
| CDA                                        | 4                   | 4                   | 4                   | 4                   | 3                   | 5                   | 5                   |
| D66                                        | 3                   | 4                   | 5                   | 4                   | 3                   | 3                   | 4                   |
| VVD                                        | 2                   | 2                   | 1                   | 2                   | 2                   | 3                   | 3                   |
| ELsss                                      | -                   | -                   | -                   | -                   | -                   | -                   | 2                   |
| PvdA                                       | 4                   | 3                   | 4                   | 3                   | 1                   | 2                   | 2                   |
| SP                                         | -                   | -                   | -                   | -                   | 5                   | 4                   | 1                   |
| KERN (t/m 2010: Combinatie Eenheids Lijst) | 4                   | 4                   | 3                   | 4                   | 3                   | -                   | -                   |
| Totaal                                     | 17                  | 17                  | 17                  | 17                  | 17                  | 17                  | 17                  |
| Opkomst                                    |                     |                     |                     | 40,44%              |                     |                     |                     |

De coalitie voor de periode 2022 - 2026 bestaat uit het CDA, de VVD en lokale partij ELsss.

### College van B&W
Het college van B&W bestaat uit:
- Hans Teunissen (D66), burgemeester (sinds 2020)[1]
- Rob Peperzak (CDA), wethouder
- Janine van Hulsteijn (VVD), wethouder
- Patrick Hoenselaar (Elsss), wethouder

## Aangrenzende gemeenten
| Aangrenzende gemeenten | Aangrenzende gemeenten | Aangrenzende gemeenten | Aangrenzende gemeenten | Aangrenzende gemeenten |
| ---------------------- | ---------------------- | ---------------------- | ---------------------- | ---------------------- |
| Mook en Middelaar      |                        | Berg en Dal (Gld)      |                        | Kranenburg (D)         |
|                        |                        |                        |                        |                        |
| Land van Cuijk (NB)    | Goch (D)               |                        |                        |                        |
|                        |                        |                        |                        |                        |
|                        |                        |                        |                        | Bergen                 |

## Stedenbanden
Gennep heeft een stedenband met:
- Gelnica (Slowakije)
- San Pedro de Lóvago (Nicaragua)

## Panorama

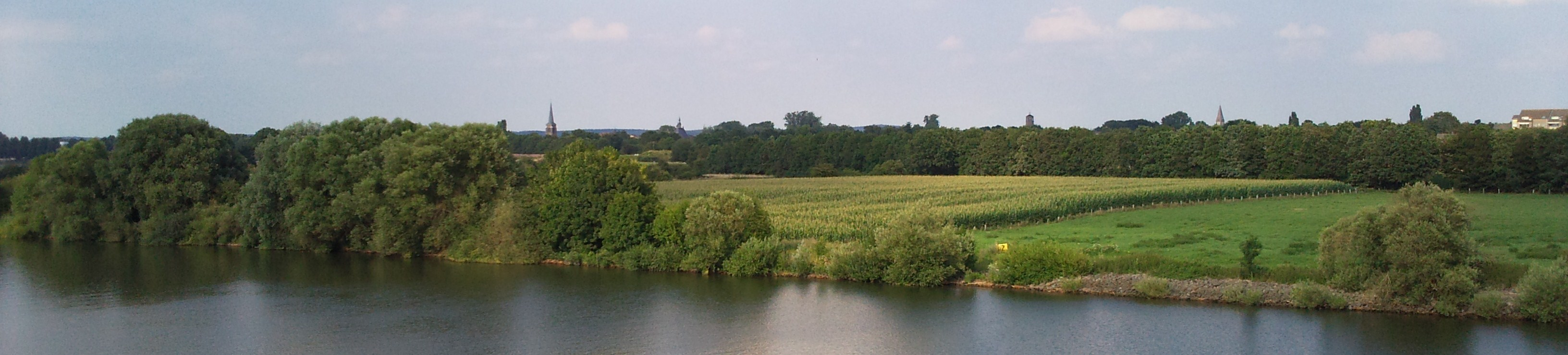
Zicht op Gennep en Ottersum vanaf de Maasbrug